# Theodor Curtius (Politiker)

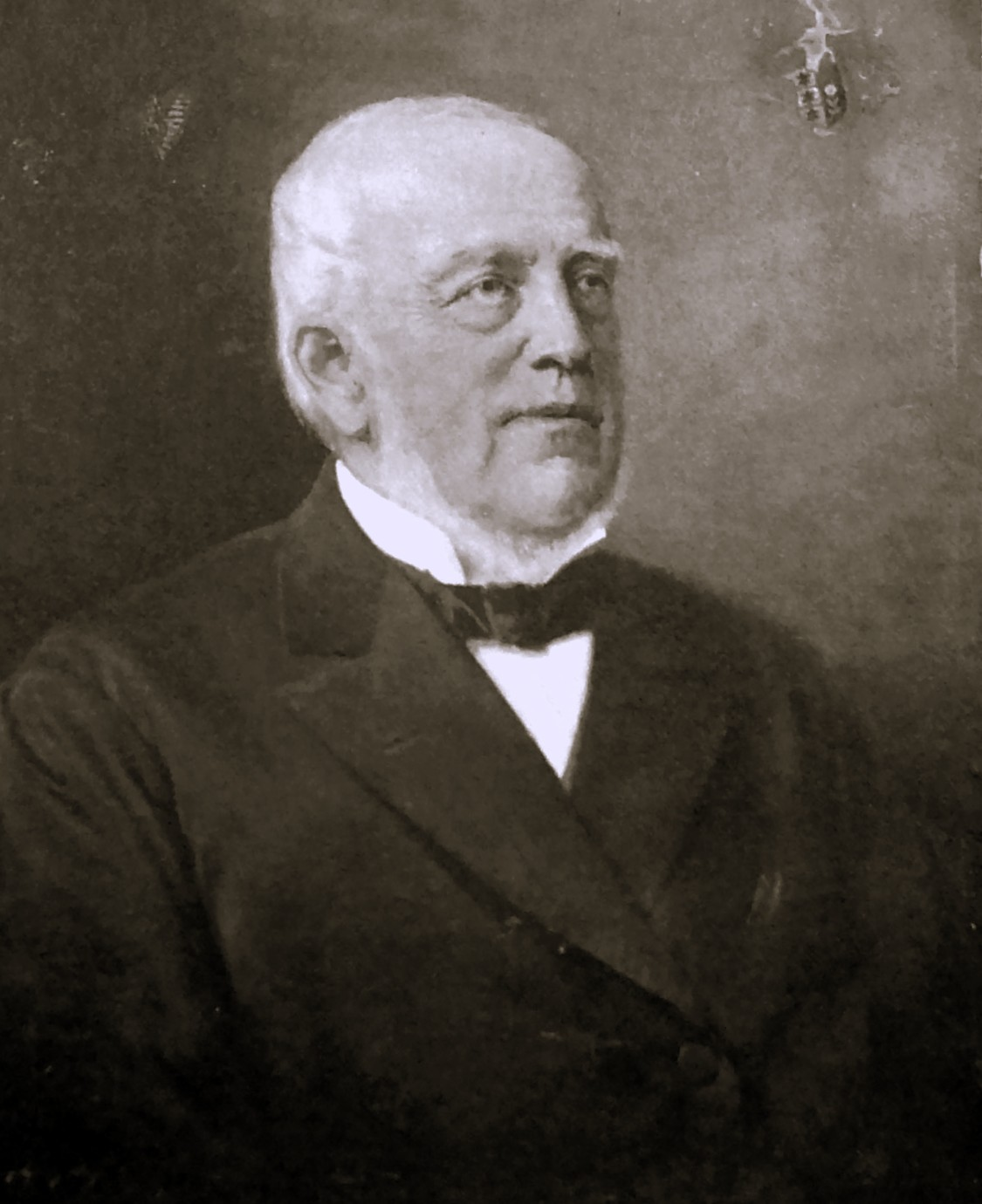
Theodor Curtius

Theodor Curtius (* 6. März 1811 in Lübeck; † 25. November 1889 ebenda) war ein deutscher Rechtsanwalt und Notar, von 1846 bis 1885 Senator sowie 1869/70, 1873/74 und 1877/78 Bürgermeister der Hansestadt Lübeck.

## Leben
Theodor Curtius gehörte einer prominenten Lübecker Familie an. Er war der zweite Sohn des Lübecker Stadtsyndikus Carl Georg Curtius. Die Mutter Dorothea (geb. Plessing) kam ihrerseits aus einer bekannten Lübecker Kaufmannsfamilie, schon der Großvater Johann Philipp Plessing war Stadtrat und Bürgermeister von Lübeck gewesen. Der Theologe und Autor Paul Werner Curtius, der Archäologe Ernst und der Philologe Georg Curtius waren seine Brüder.
Bis Michaelis 1829 besuchte er das Katharineum zu Lübeck, um dann in Göttingen Rechtswissenschaften zu studieren. In Göttingen schloss er sich dem Corps Hanseatia an. Nach der Promotion zum Dr. jur. in Heidelberg (1833) ließ sich Curtius als Advokat und Notar in seiner Heimatstadt nieder. 
Er heiratete 1838 in erster Ehe Sophie Charlotte Petit (1812–1841) aus Kopenhagen, eine Schwester des Lübecker Kaufmanns Charles Petit. Zwei Jahre nach deren frühem Tod seiner ersten Frau schloss er eine zweiter Ehe mit Dina Cäcilie von Schlözer (1820–1904), Tochter des Lübecker Kaufmanns Karl von Schlözer und Schwester des Diplomaten Kurd von Schlözer. Aus der zweiten Ehe gingen zwei Töchter und vier Söhne hervor, darunter sein Biograph, der Jurist Paul Curtius (1849–1932).

## Politisches Wirken in Lübeck
Curtius gehörte zum Freundeskreis „Jung-Lübeck“, der sich publizistisch für eine Reform der überkommenen Lübecker Verfassung und einen Ausbau der Verkehrsverbindungen einsetzte. Seine politische Laufbahn begann 1846 mit seiner Wahl in den Lübecker Senat. Seine politischen Schwerpunkte fand C. in der Diplomatie und den Außenbeziehungen der Hansestadt. So knüpfte er sogleich Kontakte zu Preußen und Österreich, um sich deren Unterstützung gegen die Okkupationsabsichten Dänemarks zu versichern. Ab 1848 wirkte C. in unzähligen Kommissionen seiner Heimatstadt mit und war maßgeblich an vielen Reformen beteiligt (z. B. Postwesen). 1848 war er Mitglied des Vorparlaments.
Vom 12. auf den 13. September 1868 nahm König Wilhelm I. von Preußen bei ihm Quartier, auf seiner ersten Fahrt durch Schleswig-Holstein nach Annexion der Herzogtümer. So ist es auch nicht verwunderlich, dass ihm mehrmals die Bürgermeisterwürde übertragen wurde (1869/70, 1873/74, 1877/78). Die letzte Berufung (1880) musste er bereits aus gesundheitlichen Gründen ablehnen und zog sich 1885 endgültig aus der Politik zurück.

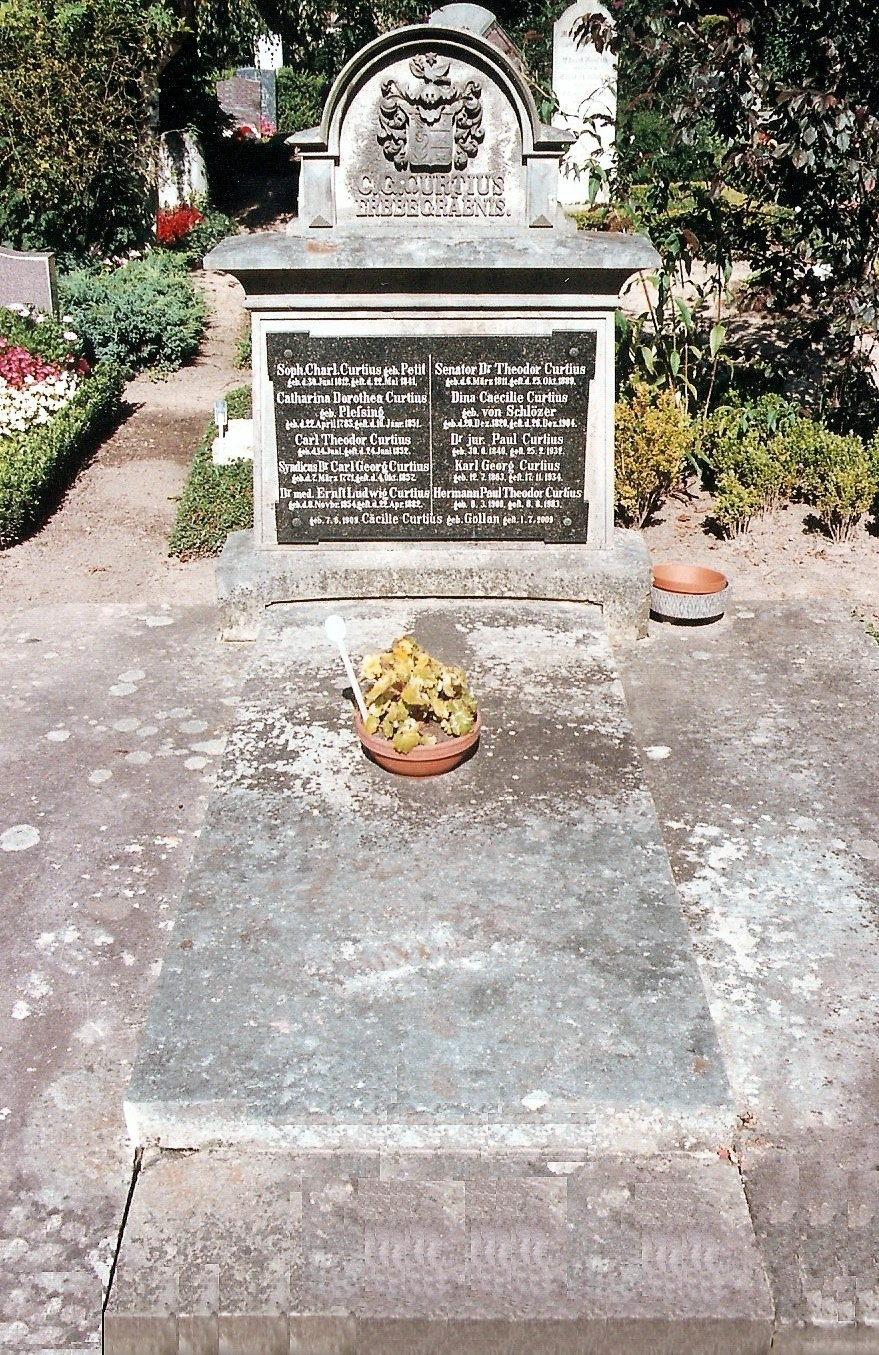
Erbbegräbnis C. G. Curtius auf dem Burgtorfriedhof in Lübeck

Fehling bemerkte über ihn:

„Fast 40 Jahre lang hat er im Senat hervorragende Tätigkeit ausgeübt. Die Leitung der Auswärtigen Angelegenheiten lag ein Menschenalter hindurch in seiner geschickten und glücklichen Hand.“

Theodor Curtius wurde von seiner Heimatstadt mit der Gedenkmünze Bene Merenti ausgezeichnet.

## Wilhelm I. in Lübeck
Der Kaiser traf am 22. November 1874 auf der Reise von Kiel nach Berlin 22 Uhr 15 Min. den Lübecker Bahnhof ein. Das Publikum wurde auf den nördlichen Teil des Perrons beschränkt. Zum Empfang des Kaisers war eine Senatsdeputation aus Bürgermeister Curtius und den Senatoren Heinrich Theodor Behn, Georg Christian Tegtmeyer und Heinrich Gustav Plitt, ferner Oberpostdirektor Hermann Lingnau, Steuerrat Schmorl, Zollverwalter Weisbrod, Telegrafeninspektor Buchner, Oberstleutnant Schwencke und Major Ernst Melms, sowie der preußische Gesandte Adalbert von Rosenberg und der preußische Konsul Wilhelm Fehling erschienen.
Mit dem Kaiser reisten die Prinzen Carl und Prinz Friedrich Karl, der Großherzog zu Mecklenburg, dem Präsidenten des Reichskanzleramts Rudolph Delbrück, Generalfeldmarschall Helmuth von Moltke, Marineminister Albrecht von Stosch und den hier den Zug verlassenden Generalleutnant Hermann von Tresckow.
Der Aufenthalt, während dem sich der Kaiser mit den Wartenden unterhielt, dauerte nur wenige Minuten, bevor der Zug die Stadt in Richtung der mit Bengalischen Flammen erleuchteten mit Publikum gesäumten Wälle entlang der heutigen Possehlstraße wieder verließ.